# 仑苍镇
仑苍镇是中国福建省泉州市南安市下辖的一个镇。

## 行政区划
仑苍镇共辖11个村委会，分别是：
仑苍村、联盟村、蔡西村、大泳村、园美村、大宇村、丰富村、蕉坑村、黄甲村、辉煌村、后安村。